# Pearl Cornioley
Cecile Pearl Witherington Cornioley (París, 24 de junio de 1914 - 24 de febrero de 2008) fue una agente británica de la SOE durante la II Guerra Mundial. Su dominio del francés le posibilitó la entrada como agente secreto en pleno conflicto bélico.

## Servicios durante la guerra
En diciembre de 1940, pocos meses después de que los alemanes invadieran Francia, se fugó con su madre y sus tres hermanas, a Londres, donde encontró trabajo en el Ministerio del aire. Cansada de realizar tareas administrativas y decidida a luchar contra la ocupación alemana, se incorporó a la Special Operations Executive (SOE), el 8 de junio de 1943. 
Con el nombre en clave de "Marie", Witherington llegó en paracaídas a la Francia ocupada el 22 de septiembre de 1943 para apoyar y organizar los grupos de resistencia. Durante los ocho meses siguientes, trabajó como mensajera de Maurice Southgate, jefe de la resistencia en el centro de Francia. Tras la captura de Southgate por la Gestapo en mayo de 1944, pasó a tomar el mando de la guerrilla en el departamento de Indre, cambiando su nombre clave por el de "Pauline". Su misión consistió en sabotear las comunicaciones alemanas. Entre los innumerables sabotajes, cabe destacar el corte de la línea de ferrocarriles entre París y Burdeos. Consiguieron matar a cerca de un millar de soldados alemanes y a muchos más dejaron heridos, mientras que las fuerzas que comandaba sufrieron sólo una pequeña cantidad de bajas. Su eficacia llevó a los nazis a ofrecer hasta un millón de francos por su captura, pero nunca consiguieron detenerla.  Durante los desembarcos del Día D desempeñó un papel importante la lucha contra el ejército alemán. En la rendición presidió la entrega de 18.000 soldados de las tropas alemanas.

## Honores
Entre los reconocimientos a su labor está el de haber sido nombrado comendador de la Orden del Imperio Británico y caballero de la Legión de Honor. Sin embargo su mayor ilusión fue recibir en 2006 la condecoración de la Royal Air Force, 60 años después de que su país le denegara la Cruz Militar por el hecho de ser mujer.

## Vida privada
De padres británicos, Pearl Witherington nació y se crio en Francia. La mayor de cuatro hermanas, tuvo una infancia difícil debido a los problemas de su padre con el alcohol. En la autobiografía que publicó en 1995 comenta, recordando aquellos años, «Me dio la fortaleza para luchar el resto de mi vida». A los 17 años comenzó a trabajar como empleada en la embajada británica en París para ayudar económicamente a su familia.
Terminada la guerra se casó con Henri Cornioley (1910-1999), un compañero de la resistencia, en la oficina de registros del distrito londinense de Kensington, el 26 de octubre de 1944. El matrimonio decidió vivir en Francia donde tuvieron una hija, Claire. En París, Pearl trabajó como secretaria para el Banco Mundial y su marido como farmacéutico.
Su muerte en un hospital, a los 93 años, lo confirmaba Caroline Cottard, secretaria de la casa de retiro donde vivía Cornioley.